# Nieszawski Przełom Wisły
Nieszawski Przełom Wisły (315.37) – region geograficzny o krajobrazie doliny rzecznej położony w środkowej Polsce, w województwie kujawsko-pomorskim, obejmujący dolinę rzeki Wisły w okolicach Nieszawy. Wyodrębniony jako mezoregion z indeksem 315.37 w ramach wieloautorskiej regionalizacji fizycznogeograficznej Polski z 2018 roku. Stanowi część makroregionu Pradoliny Toruńsko-Eberswaldzkiej.

## Środowisko przyrodnicze
Mezoregion obejmuje stosunkowo niewielki obszar o powierzchni 184 km², długości ok. 22 km i szerokości 6–9 km. Pod względem ukształtowania terenu jest to zwężenie doliny Wisły na odcinku między Włocławkiem a Nieszawą, tworzące rodzaj przełomu, który rozdziela wysoczyzny morenowe budujące mezoregiony Równiny Inowrocławskiej na zachodzie i Pojezierza Dobrzyńskiego na wschodzie. Za Nieszawą, w kierunku północnym, dolina Wisły rozszerza się i przechodzi w Kotlinę Toruńską, natomiast na południu, przed Włocławkiem, rzeczona dolina formuje także szerszą Kotlinę Płocką.
Nieszawski Przełom Wisły jest doliną zbudowaną z teras rzecznych powstałych na piaskach i żwirach. Terasy te osiągają wysokości bezwzględne w przedziale 40–80 m n.p.m.  Miejscami występują wydmy. Wśród gleb przeważają utwory rdzawe i bielicowe. Na powierzchni dominująca formą pokrycia terenu są bory sosnowe, uzupełnione lasami łęgowymi. Najcenniejszy przyrodniczo fragment lasów objęto ochroną rezerwatową jako Bór Wąkole.

## Różnice w podziałach geograficznych
Mezoregion Nieszawskiego Przełomu Wisły nie został wyróżniony w regionalizacji fizycznogeograficznej Polski autorstwa Jerzego Kondrackiego z 1994 roku. Według tamtego podziału omawiany obszar wchodził w skład dwóch mezoregionów – Kotliny Toruńskiej i Kotliny Płockiej. W nowym podziale fizycznogeograficznym z 2018 roku przyjęto założenie, że wyróżniające się przełomy dolin rzecznych stanowią odrębne mezoregiony, co zresztą do pewnego stopnia zrealizował już Jerzy Kondracki wyszczególniając w swoim opracowaniu takie mezoregiony jak Lubuski Przełom Odry czy Poznański Przełom Warty.